# Новосілки (Золочівська міська громада)
Новосі́лки (давня назва — Новосілки Загальчині) — село в Україні, у Золочівській міській громаді, Золочівського району Львівської області. До 2020 року села Новосілки та Митулин підпорядковувалися Новосілківській сільській раді, нині орган місцевого самоврядування — Золочівська міська громада. Населення становить 411 осіб. 

## Географія
Село Новосілки розташоване при автошляхові М09 «Тернопіль — Рава-Руська», за 49 км від обласного центру, 21 км від районного центру та 21 км від адміністративного центру міської громади. За 13 км знаходиться найближчий зупинний пункт Львівської залізниці Княже. На північ від Новосілок розташовано село Бортків, на схід — села Трудовач та Велика Вільшаниця, на південний схід — село Лоні, на південний захід — село Словіта та на захід — села Митулин та Перегноїв.
Вулиці
У селі Новосілки налічується 8 вулиць.
- Бутейко
- Довга
- Зелена
- Незалежності
- Підлісна
- Піскова
- Польова
- Серпнева

## Населення
У 1900 році у селі мешкала 1371 особа, у 1935 році — 1323 осіб, у 1939 році — 1430 осіб, з них: 430 українців-греко-католиків, 30 поляків, 10 осадників, 950 українців-римокатоликів та 10 євреїв, у 1968 році — 768 осіб. За даними всеукраїнського перепису населення 2001 року у селі мешкало 411 осіб.
Мова
Розподіл населення за рідною мовою за даними перепису 2001 року був наступним:
| українська | 410 | 99,76 |
| польська   | 1   | 0,24  |

## Назва
За радянських часів мала назву Новосілка. 1989 року селу надали сучасну назву.

## Історія
Про село вперше згадується у письмових джерелах за 1397 рік.
Село було посагом Йоанни із Сенявських — другої дружини Стефана Александера і матері Миколи-Василя Потоцьких, сестри великого коронного гетьмана Адама Миколая Сенявського.
За радянських часів у селі розташовувалася головна контора колгоспу «Нове життя». Господарство спеціалізувалося на м'ясо-молочному тваринництві. Також функціювали восьмирічна школа, бібліотека та сільський клуб.

## Пам'ятки, визначні місця

### Палац Потоцьких (не зберігся)

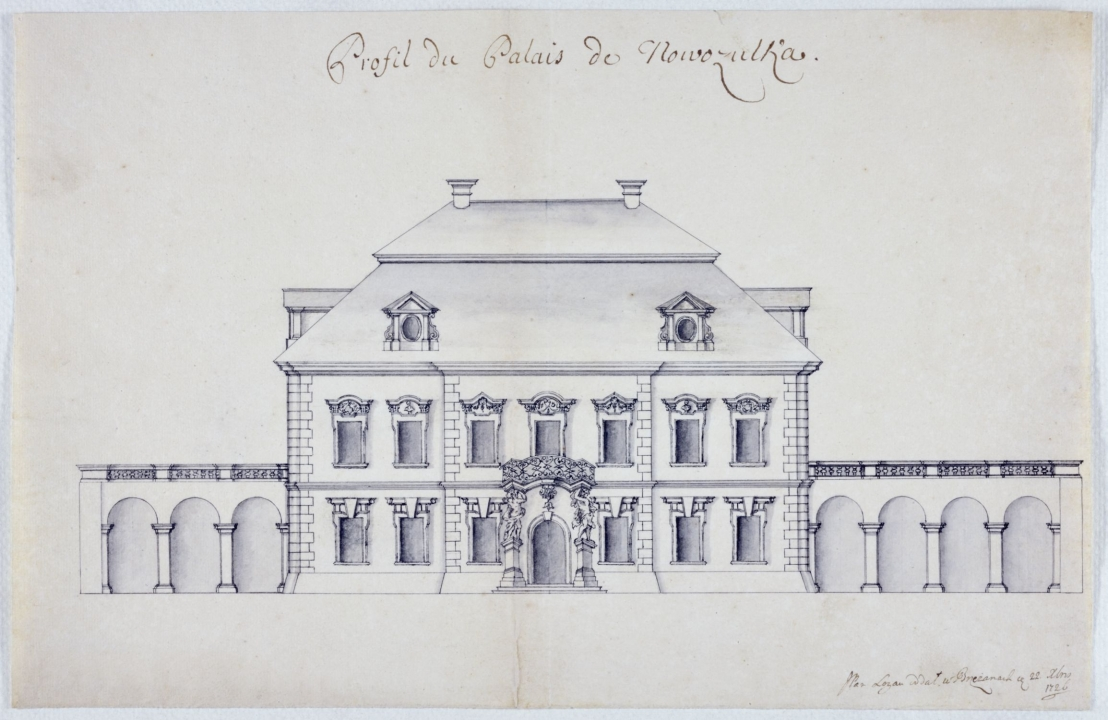
Палац (проєкт Якоба де Логау)

У Новосілках був бароковий Палац Потоцьких, збудований у першій половині XVIII століття. Можливо також, що він перебудований із давнішого, який походив з XVII століття. У Бібліотеці Варшавського університету зберігся проєкт, виконаний 1726 року військовим архітектором Якобом де Логау. Близько 1811 року львівський архітектор Єжи Глоговський розробив план перебудови палацу у стилі класицизму для потреб монастиря Сестер милосердя. Однак невідомо чи був він реалізований. План зберігають в архіві монастиря цього згромадження у Кракові. Протягом XIX століття палац неодноразово перебудований, втратив первісний вигляд. Після другої світової війни монастирський комплекс розібрано, залишено лише каплицю. Збереглися залишки земляних укріплень.

### Костел святого Вікентія де Поля
1810 року колишній власник Новосілківського замку Ян з Дунаєвець Стшембош подарував його згромадженню Сестер Милосердя святого Вінсента де Поля. Тут був заснований монастир Згромадження, до складу якого входила школа для дівчат та шпиталь. У 1810—1818 роках відбувалося його перебудова (тоді ж і була споруджена каплиця, яка тепер використовується як костел). 1878 році проведена реконструкція каплиці. За часів незалежності костел повернули місцевій римо-католицькій громаді.

### Церква Богоявлення Господа Нашого Ісуса Христа
Римо-католицьку парафію в Новосілках заснувала 30 вересня 1664 року Ельжбєта Вікторія з Потоцьких, будуючи попередньо мурований костел на честь Всіх святих. Канонічне утворення парафії здійснив 5 жовтня 1665 року львівський латинський архієпископ Ян Тарновський. Близько 1705 року храм був сильно пошкоджений, що спричинило припинення функціонування парафії. Правили у Новосілках священники римо-католицької парафії з села Гологори.
На початку XIX століття костел в Новосілках і надалі не використовувався. У 1810 році власник села Ян з Дунаєвець Стшембош вирішив передати його на потреби греко-католицької громади Новосілок, Митулина і Трудовача через те, що давню церкву в Новосілках було знищено. Близько 1819 року костел був остаточно перейшов у користування греко-католицької громади села. Храм посвятили на честь Господа Нашого Ісуса Христа.
Церква середнього розміру складається з прямокутної нави, дещо вужчого вівтаря такої ж довжини і могутньої квадратної башти над вхідною частиною. Особливістю башти є невелика висота, другий її ярус нижчий навіть від двосхилого даху нави, і лише шатровий дах з невеликою маківкою на високому ліхтарі височить над усією будовою. Очевидно, що це завершення башти є неоригінальним, а було створено у пізніші часи. На сьогодні храм перекритий оцинкованою бляхою, а невеликі, високо розміщені вікна натякають на його оборонне минуле. Іще однією ознакою є потужні контрфорси, що підпирають стіни зусібіч по всьому периметру. Храм практично не містить зовнішнього декору, за винятком різьбленого кам'яного порталу з гербами родини Потоцьких. Нижче під ним розміщена таблиця про реставрацію храму у 1990-х роках, а вище, у неглибокій ніші — ікона Хрещення Ісуса Христа.
Ліворуч від церкви розташована висока колона, з якої підноситься кам'яна скульптура Діви Марії. Витончена п'ятиметрова колона стоїть на прямокутній основі і увінчана капітеллю з елементами іонічного та коринфського ордерів. Вище капітелі розмістився широкий різьблений квадратний цоколь, на котрому стоїть власне сама скульптура. Кам'яна скульптура Пресвятої Богородиці виконана у властивому для доби бароко стилі. Висота скульптури близько 1,5—2 метрів, вона опирається на земну кулю, по котрій повзе змій, і півмісяць. З зірок німбу вціліли лише дві. І колона, і скульптура розфарбовані різними кольорами. Біля підніжжя колони архітектурне зображення — «Пилява», шляхетського гербу родини Потоцьких. На початку 2006 року Новосілки відвідав директор Львівської галереї мистецтв Борис Григорович Возницький. За його оцінкою, авторство скульптури приписують найгеніальнішому галицькому скульптору доби бароко Йогану Пінзелю або ж комусь з його учнів — Францішеку Оленському, Міхалу Філевичу або Яну Обороцькому.
Упродовж 2021—2024 років польські та українські реставратори за кошти польського Фонду культурної спадщини провели відновлення фігури. Спершу зі скульптури зняли вторинні цементні нашарування. У реставраційній майстерні продовжили її очищення від атмосферних і мікробіологічних нашарувань, а також вторинного фарбування. Далі реставратори склеїли всі потріскані частини колони, заповнили порожнини, зробили новий фундамент, встановили сходи, зібрали всі елементи та законсервували оригінальний стрижень, який розмістили на своєму первісному місці. У серпні 2024 року скульптури Пресвятої Богородиці встановили на підготовлену колону. Вартість відновлення колони — 82 тисячі злотих. Роботи профінансував польський Фонд культурної спадщини.

### Пам'ятка природи «Гора Вапнярка»
На південь від села розташована найвища вершина Вороняків — гора Вапнярка (460,8 метрів над рівнем моря) з комплексною пам'яткою природи загальнодержавного значення «Гора Вапнярка».